# Буковляне
Буковляне или Буковляни (на македонска литературна норма: Буковљане) е село в Северна Македония, в община Старо Нагоричане.

## География
Селото е разположено в областта Козячия в долината на граничната между Северна Македония и Сърбия Мала река между планините Козяк и Широка планина.

## История
В края на XIX век Буковляне е малко българско село в Кумановска каза на Османската империя. Според статистиката на Васил Кънчов („Македония. Етнография и статистика“) от 1900 г. Буковляне е населявано от 205 жители българи християни.
Цялото християнско население на селото е под върховенството на Българската екзархия. По данни на секретаря на екзархията Димитър Мишев („La Macédoine et sa Population Chrétienne“) в 1905 година в Буковляни има 160 българи екзархисти. Според секретен доклад на българското консулство в Скопие всичките 24 къщи в селото през 1906 година под натиска на сръбската пропаганда в Македония признават Цариградската патриаршия.
В учебната 1907/1908 година според Йован Хадживасилевич в селото има патриаршистко училище.
По време на Първата световна война Буковляни е част от Рамновска община и има 175 жители.
Според преброяването от 2002 година селото има 75 жители, всички северномакедонци.